# Psittacanthus peronopetalus
Psittacanthus peronopetalus är en tvåhjärtbladig växtart som beskrevs av August Wilhelm Eichler. Psittacanthus peronopetalus ingår i släktet Psittacanthus och familjen Loranthaceae. Inga underarter finns listade i Catalogue of Life.